# Anca Tănase
Anca Tănase, née le 15 mars 1968 à Bunești-Averești (Roumanie), est une ancienne rameuse roumaine. Elle est championne olympique aux Jeux de 1996.

## Carrière
Elle remporte la médaille d'or en huit aux Jeux de 1996.

## Vie privée
Elle est la femme du rameur Iulică Ruican (en).

## Palmarès

### Jeux olympiques
- Jeux olympiques d'été de 1996 à Atlanta ( États-Unis) :
  -  médaille d'or en huit

### Championnats du monde
- Championnats du monde d'aviron 1997 à Aiguebelette-le-Lac ( France) :
  -  médaille d'or en huit
  -  médaille d'argent en quatre de pointe
- Championnats du monde d'aviron 1995 à Tampere ( Finlande) :
  -  médaille d'argent en huit
- Championnats du monde d'aviron 1994 à Indianapolis ( États-Unis) :
  -  médaille de bronze en huit
- Championnats du monde d'aviron 1989 à Bled ( Slovénie) :
  -  médaille d'or en huit